# Kungstornen

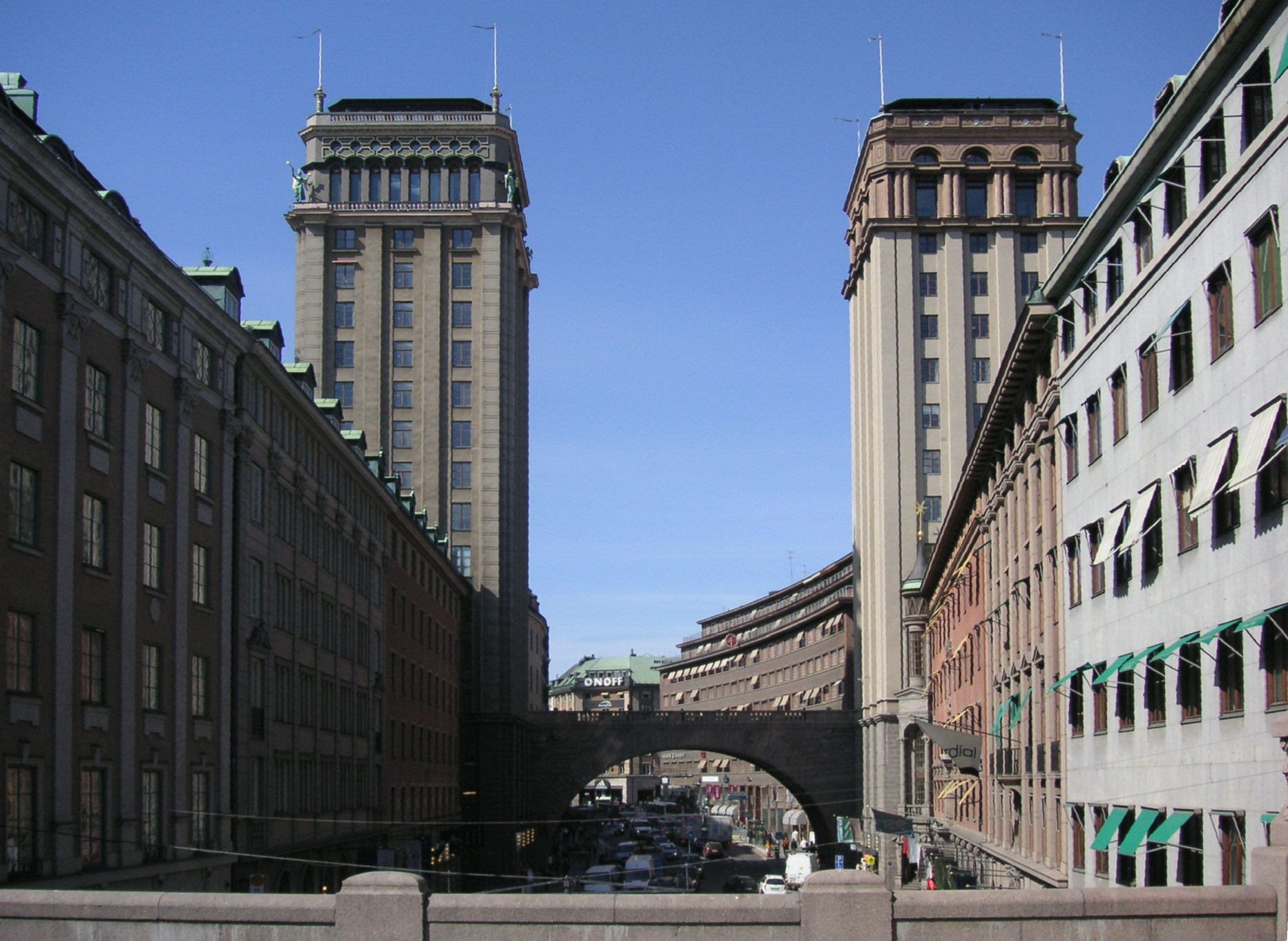
Vy mot väst; Södra Kungstornet (t.v.) och Norra Kungstornet.

Kungstornen är tvillingtorn, byggda på var sin sida om Kungsgatan på Norrmalm i Stockholm. Bägge tornen är 60 meter höga och har 17 våningar. De invigdes 1924 respektive 1925 och var på sin tid Sveriges högsta skyskrapor. De två tornen blev en viktig symbol för den nyanlagda citygatan och bägge tornens krön hade redan från början belysning och ljuskonster som kunde ses nattetid från stora delar av staden.
Omedelbart väster om tornen går Malmskillnadsgatan över Malmskillnadsbron tvärs över Kungsgatan på 16 meters höjd, den höjd som Brunkebergsåsen hade innan man grävde undan den på denna plats för att dra fram Kungsgatan.

## Bakgrund
Kungsgatan hade invigts 1911 efter att grävning och sprängningsarbete genom Brunkebergsåsen pågått i sex års tid. Till följd av nivåskillnaden gick Malmskillnadsgatan över Malmskillnadsbron, men någon bebyggelse fanns vid öppnandet inte vid dess sidor utan bara en jordslänt längs norra och södra sidan av gatan.
År 1915 presenterade arkitekt Sven Wallander en vision om två höga tvillingtorn på brons ömse sidor för Samfundet S:t Erik. I det ursprungliga förslaget reste sig två ”skyskrapare” tvärs över brofästena med Malmskillnadsgatan passerande på viadukten genom valv i byggnadernas mitt.  Förslaget kom att justeras och låg till grund för stadsplanen som fastställdes 1919. I denna placerades tornen omedelbart öster om bron. Tomterna såldes till byggnadsaktiebolaget Contraktor (norra) och till Stockholms Allmänna Telefon AB (södra).

## Arkitektur

### Norra tornet

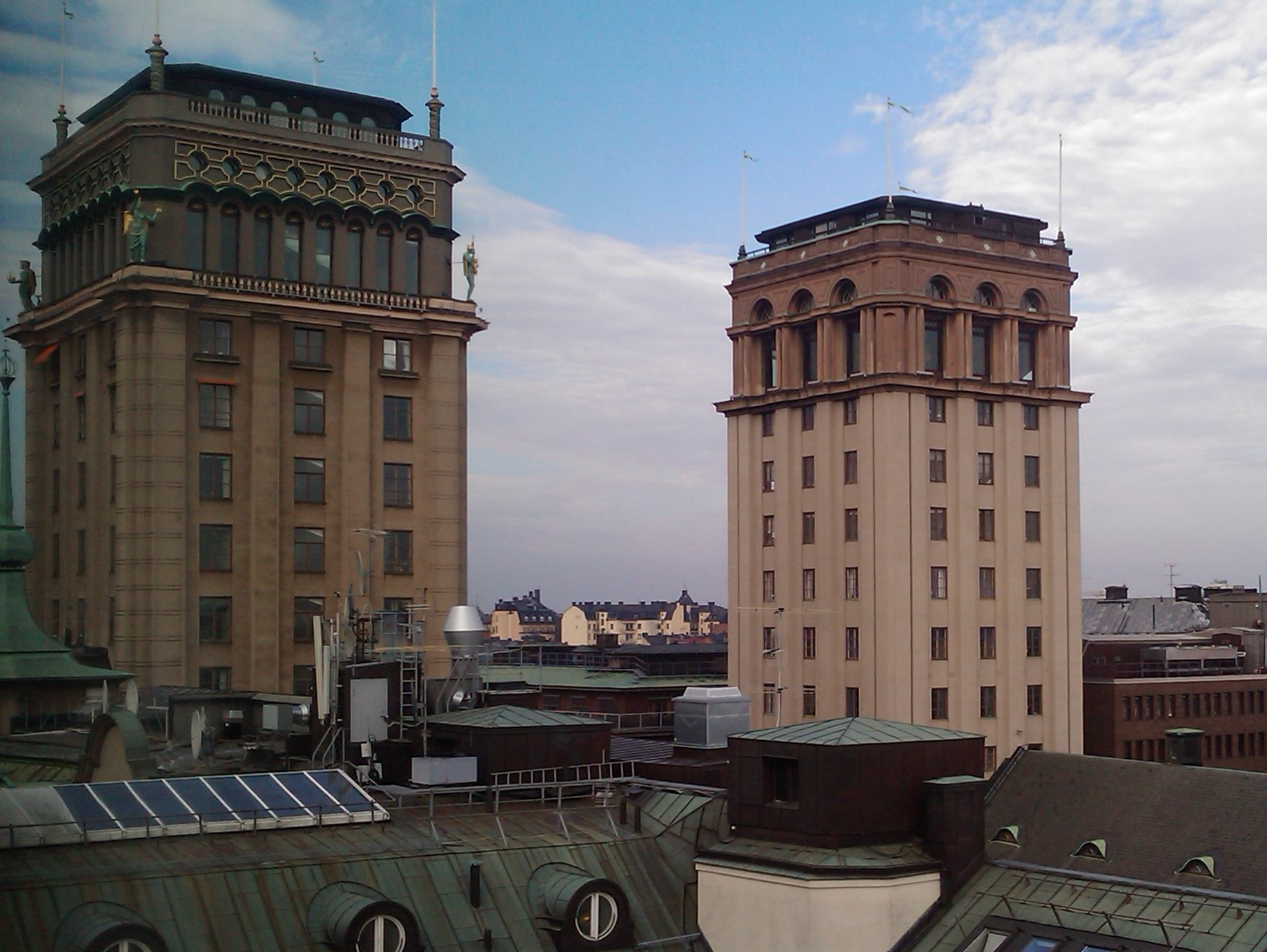
Norra tornet (till höger) och Södra tornet.

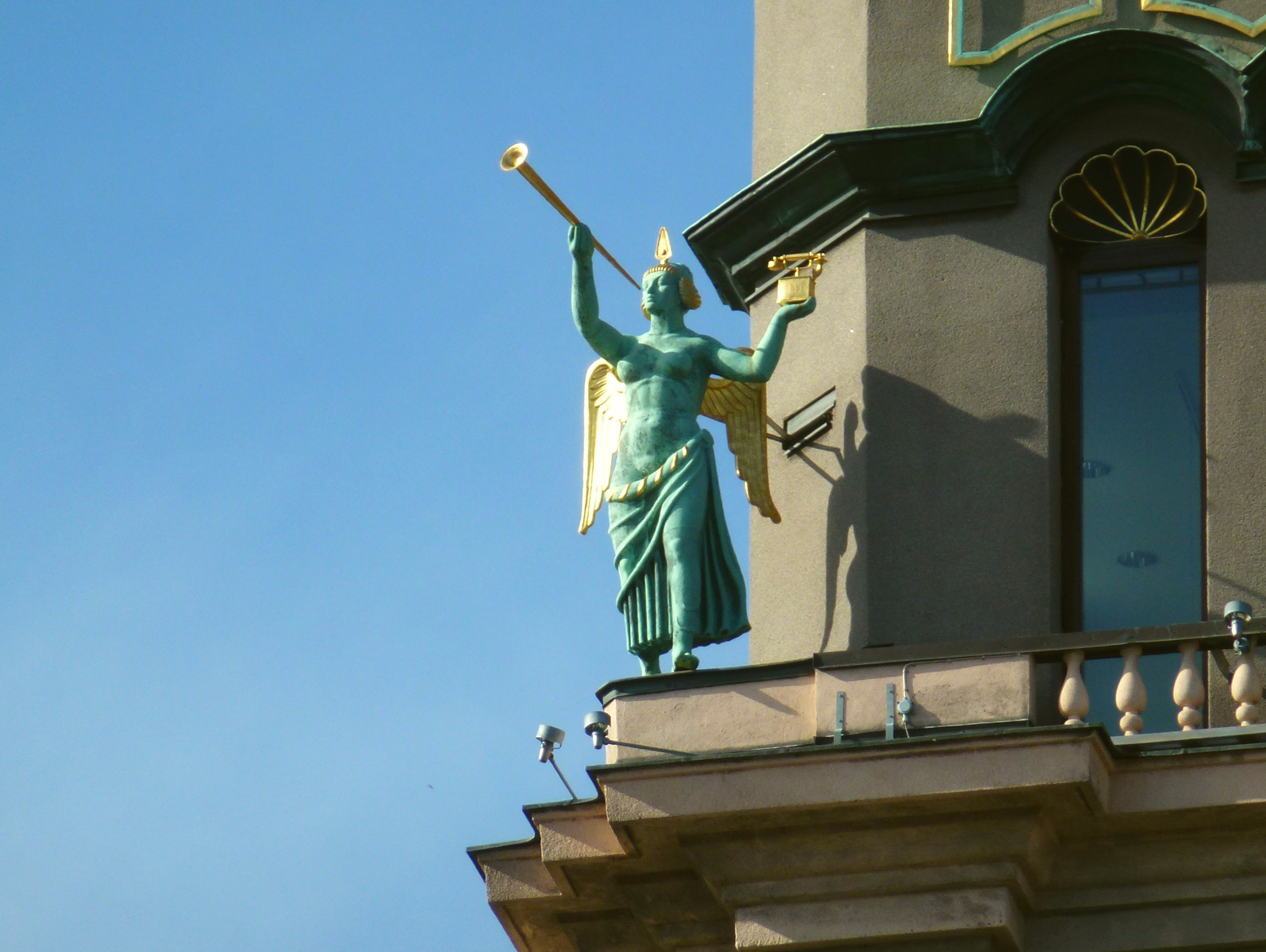
Södra tornet, ängeln ”Victoria” håller en Ericsson‐telefon med påskrift ”LME”.

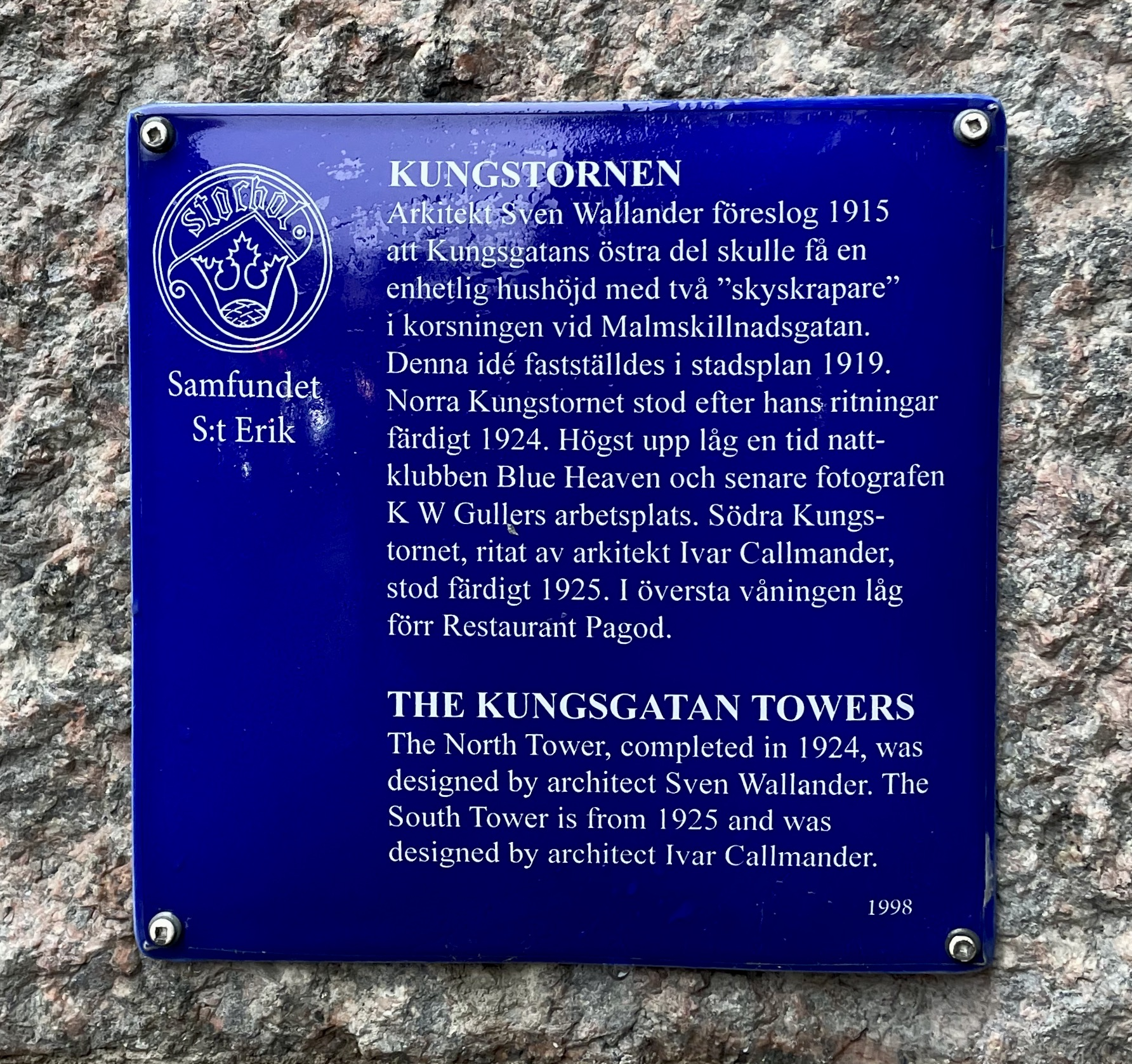
Informationsskylt om Kungstornen från Samfundet S:t Erik.

Sven Wallander arbetade från 1919 själv med det Norra Kungstornet (Kungsgatan 30) samt det lägre gathuset öster om tornet. Han företog en studieresa till New York 1920, och tornet fick omisskännliga inslag av tidens höghusarkitektur på nedre (södra) Manhattan med sin uppdelning i sockel, mellanparti och krön. År 1924 stod Norra Kungstornet klart och något liknande hade aldrig byggts tidigare i Europa.
Tornens bärande stomme består av armerade betongpelare, fasaden är icke bärande och byggdes upp av putsad cementhålsten. Fasadens struktur skulle återspegla husets konstruktion genom en kraftig vertikal accentuering, som skulle ”angiva de bakom liggande krafter” (Sven Wallander). Byggnadernas nedre delar ansluter till Malmskillnadsbrons granitbeklädnad. 
Konstnärerna Eric Grate och Carl-Oscar Avén utformade byggnadens skulpturala element. På tornets topp anordnades i början en restaurang med namnet ”Babel” och en sommarterrass. Senare fanns där nattklubben ”Blue Heaven” och fotografen K W Gullers kontor och laboratorium. Från 1964 års bok använder Stieg Trenter motsvarande lokaler för sin problemlösare Harry Fribergs fotostudio. 
I sin redovisning ”Några under åren  1916–1940 fullbordade och avsynade byggen i Stockholm” beskrev dåvarande stadsarkitekten Sigurd Westholm det nya norra Kungstornet 1924:
| ” | Den insats i stadsbilden som tornet skänker är icke minst märklig om aftnarna, när dess krön strålar i ljuset från Restaurant Babel och från dess sommarterrass, där en vidsträckt utsikt erbjuds över staden och den omgivande landsbygden. | „ |

### Södra tornet
År 1925 följdes norra tornet åt av det arkitektoniskt väl samordnade Södra Kungstornet (Kungsgatan 33) som ritades av Ivar Callmander och smyckades med fyra tornfigurer ur den romerska mytologin (Fortuna, Mercurius, Neptunus och Victoria) skapade av skulptören Aron Sandberg. Byggherre var L.M. Ericssons fastighetsbolag och företaget hade fram till 1940 sitt representativa huvudkontor här. Om man ser noga på tornfigurerna ser man att en av dem (Victoria) bär upp en förgylld Ericssontelefon med bokstäverna ”LME”. 
Professor Carl Ljungberg på Delin & Perslow stod för konstruktionen. Stommen utfördes av armerad betong med gasbetongblock som fyllnadsmaterial i ytterväggarna. I tornets topp låg fram till 1963 restaurangen Pagod som var en nykterhetsrestaurang, inredd av Aron Sandberg i kinesiskt tema, vilken drevs av Frälsningsarmén.
”Därmed hade det viktigaste och mest egenartade inslaget i gatubilden bragts till fullbordan” (stadsarkitekt Westholm, 1926).

## Bilder

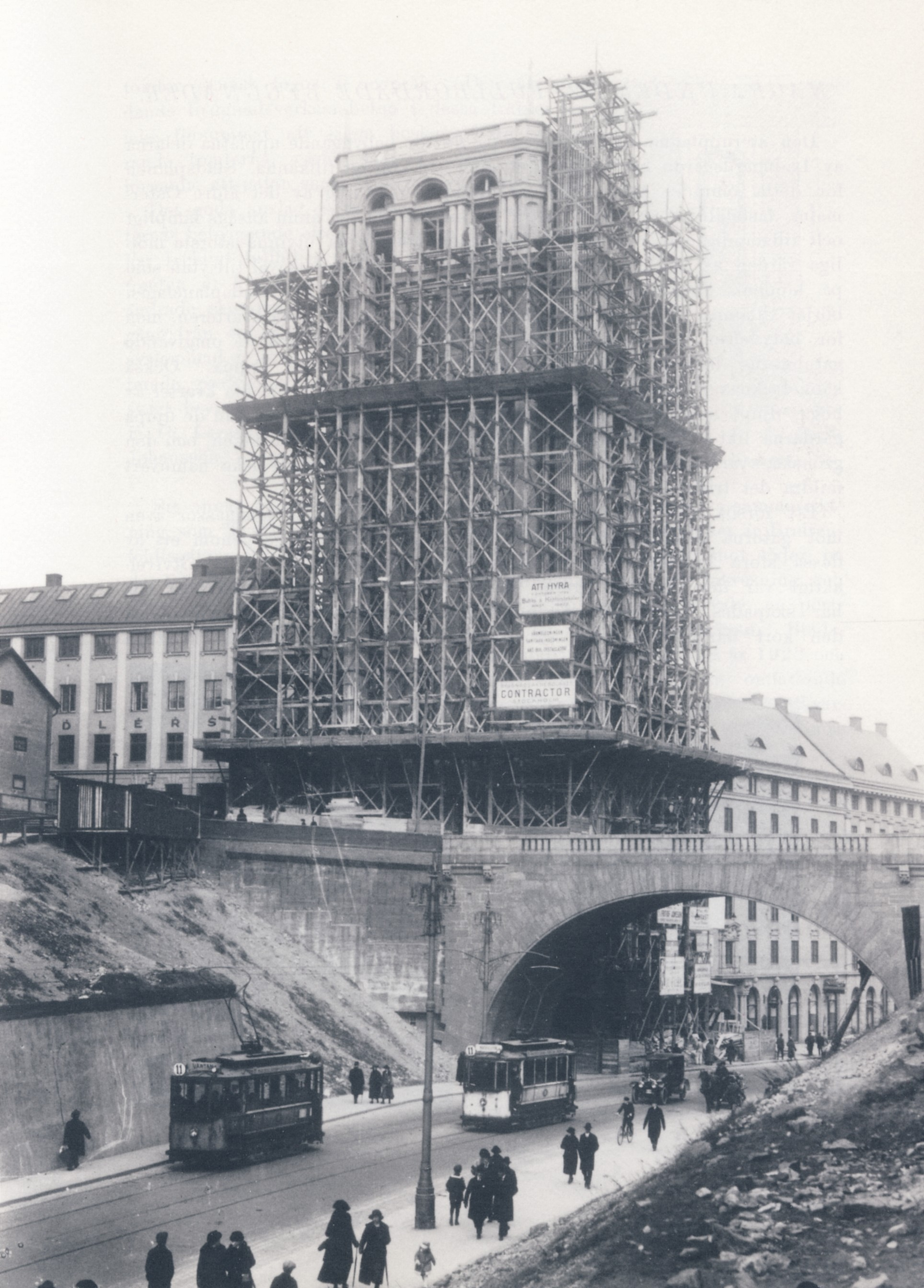
Norra tornet byggs 1923
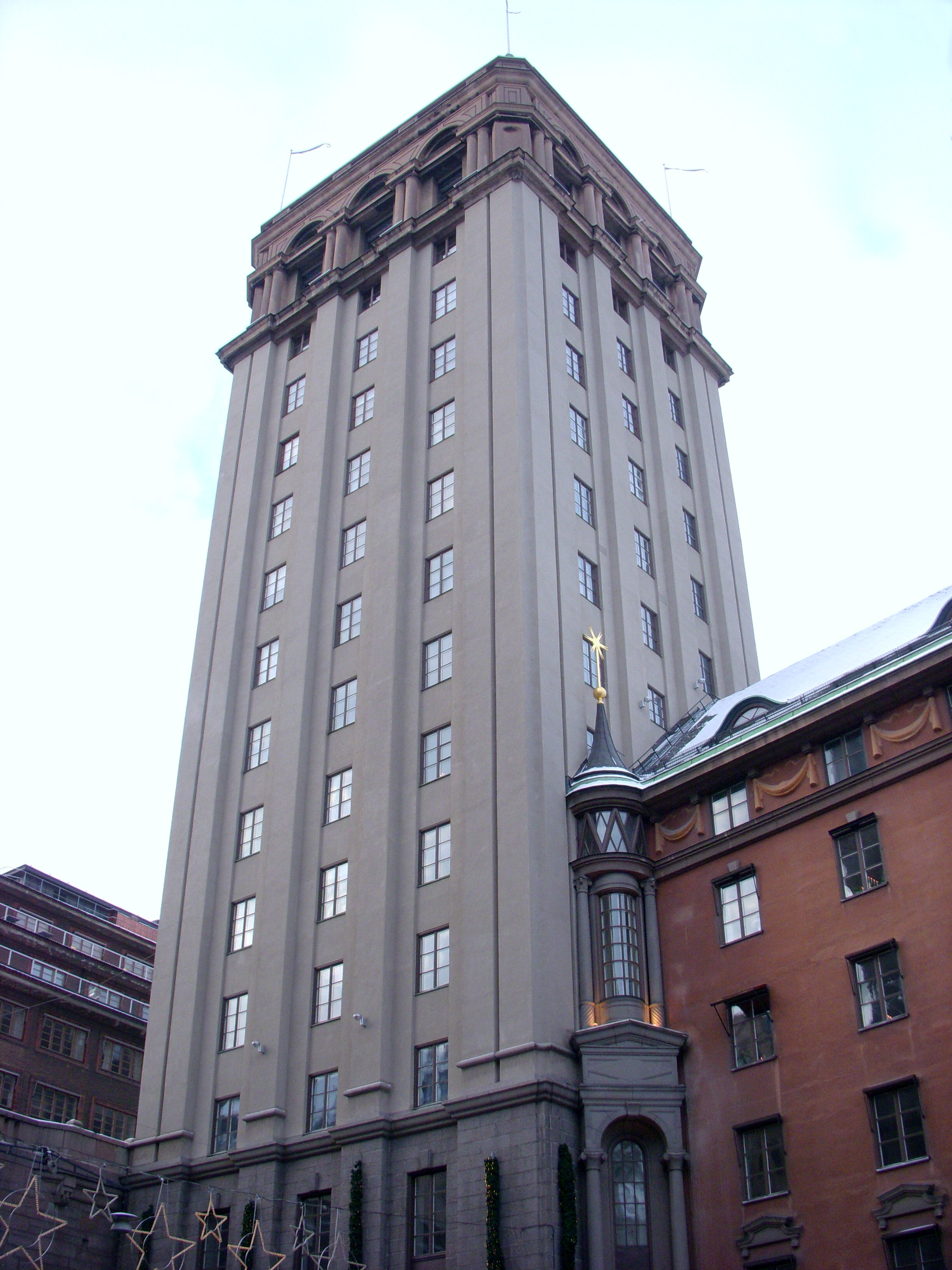
Norra tornet 2010
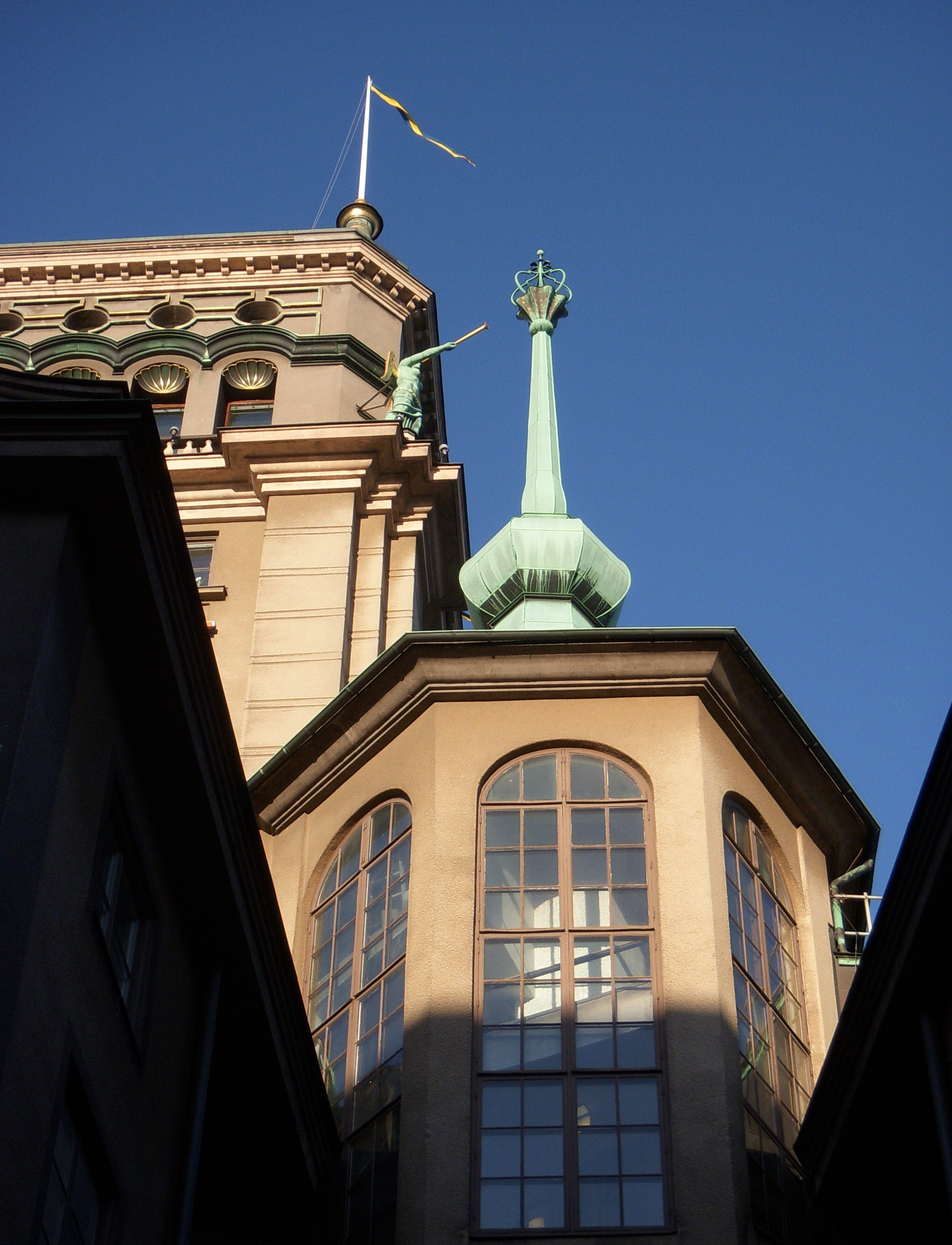
Södra tornet, detalj (i förgrunden ett trapphus till en närliggande byggnad)
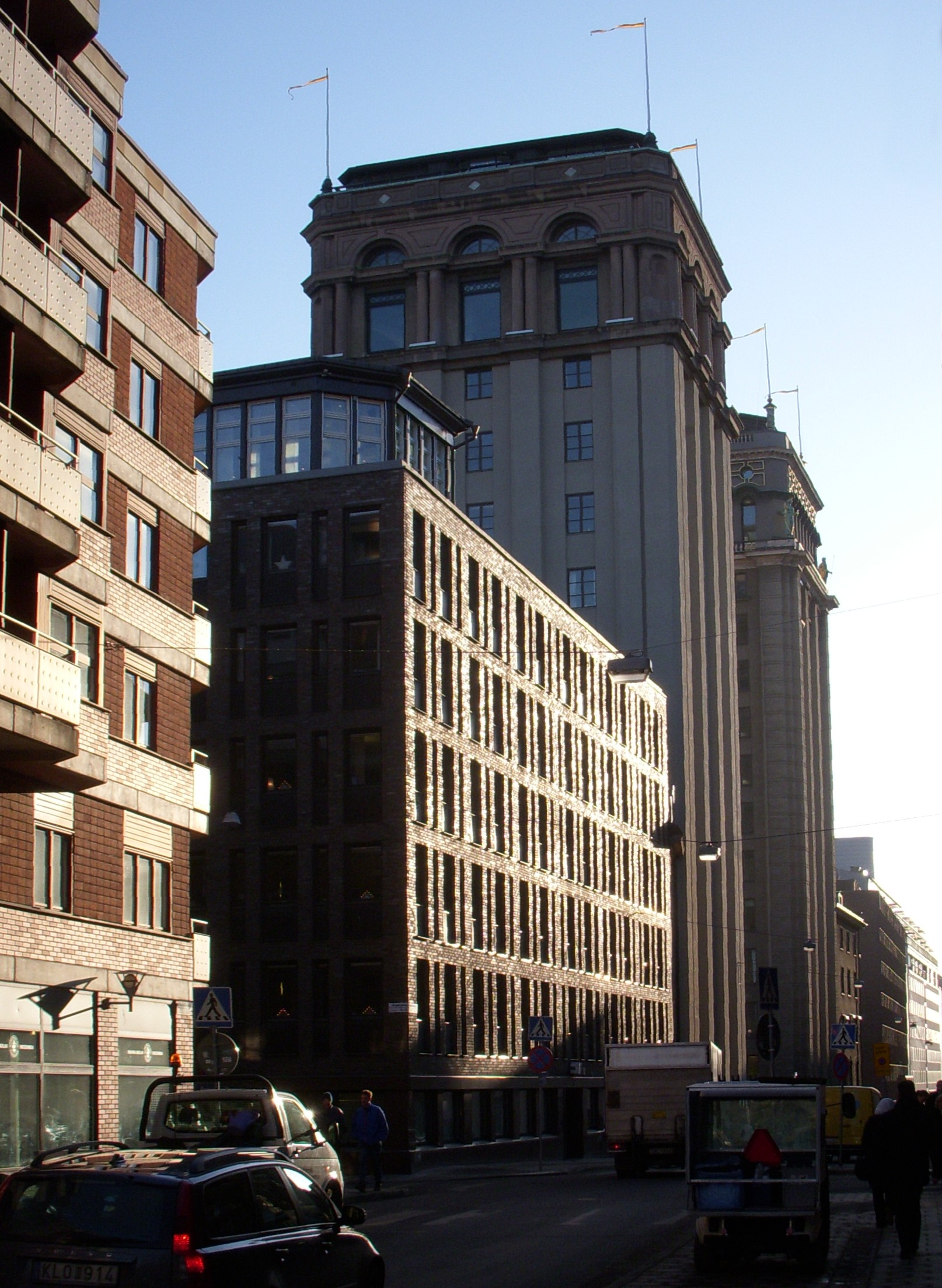
Tornen januari 2009
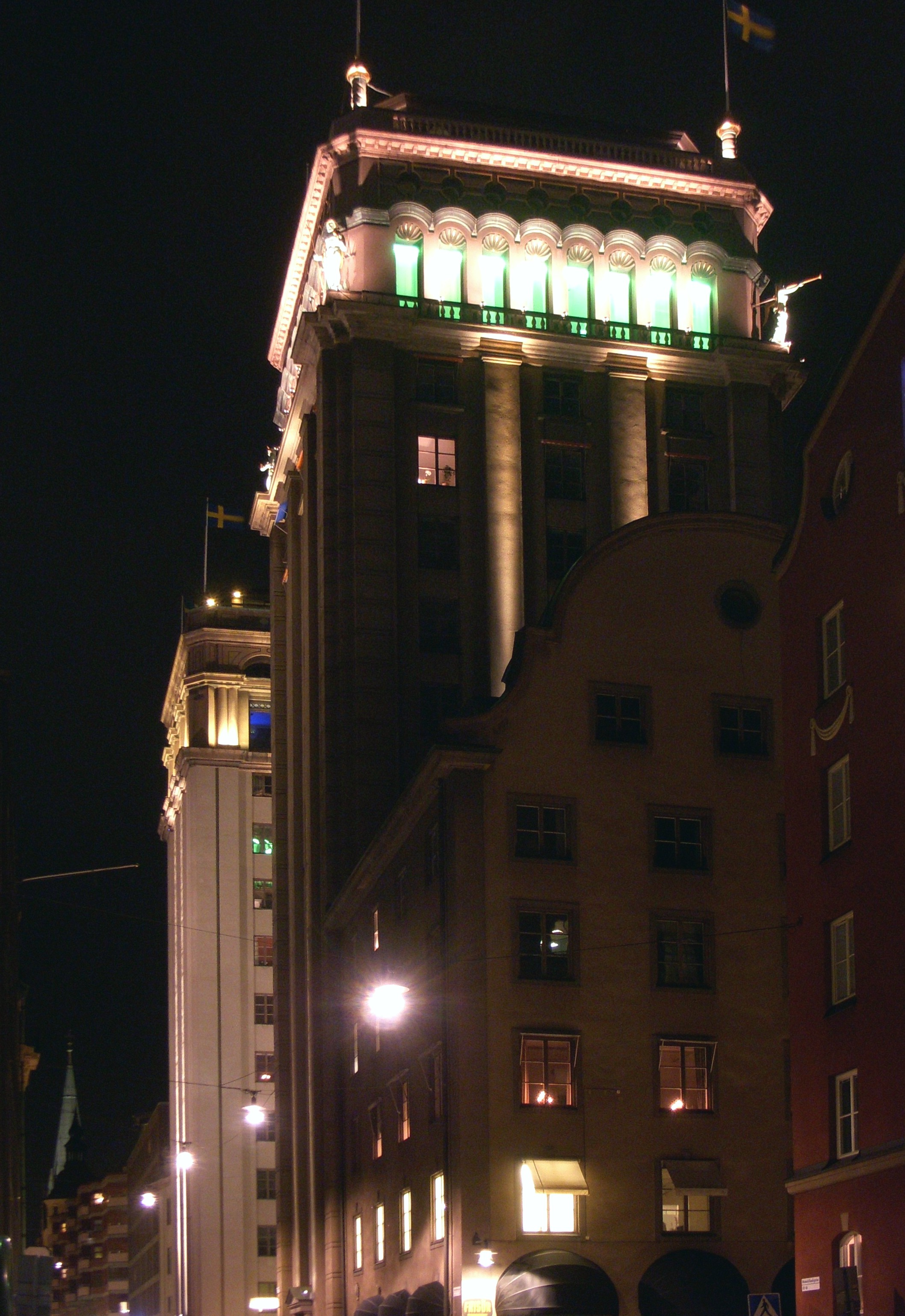
På kvällen 2011